# Barrière Cointet

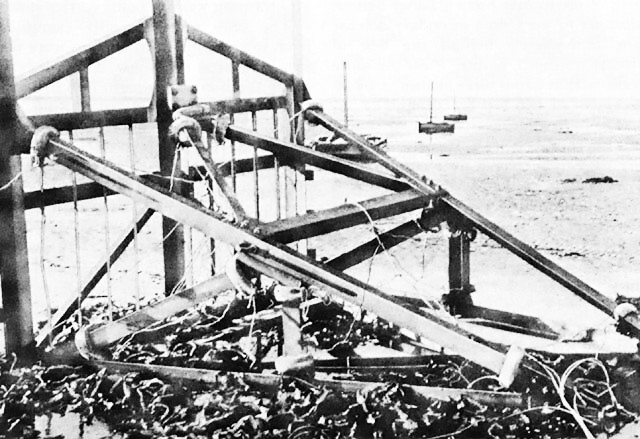
Un élément de barrière Cointet sur une plage.

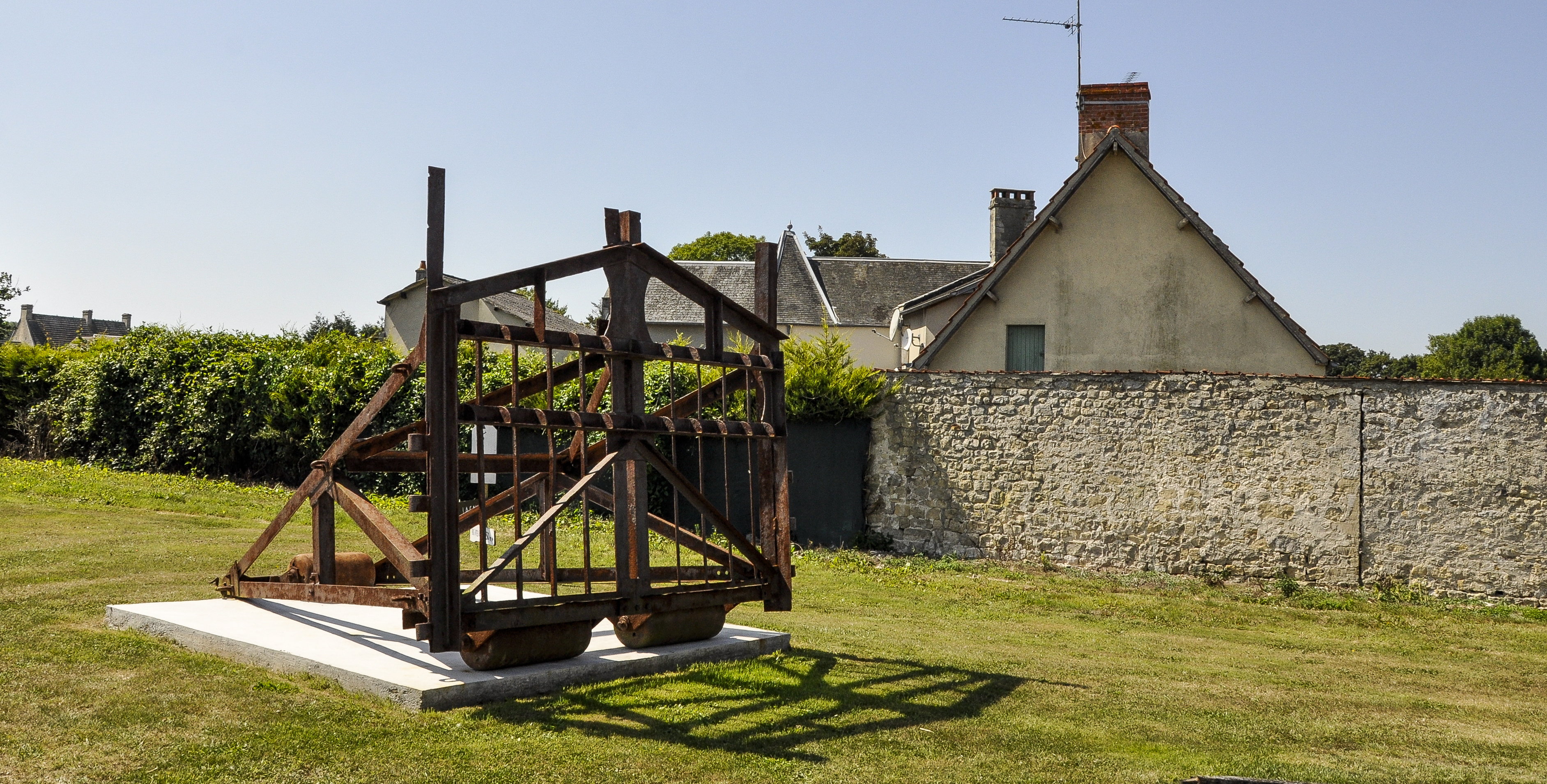
Barrière Cointet à Colleville-sur-Mer.

La barrière Cointet, aussi connue sous le nom de porte belge, élément Cointet ou élément-c, était une barrière anti-char et anti-infanterie mobile en acier assemblée d'éléments de 3 mètres de large et de 2,5 mètres de haut, montée sur trois rouleaux et pesant 1 400 kilos.
La barrière faisait partie du dispositif de défense belge contre l'invasion allemande en 1940. Elle fut conçue par le colonel Léon Edmond de Cointet (1870-1948), en 1933 afin de renforcer la Ligne KW.

## Description et usage
Les barrières ou bornes Cointet ont été déployées durant la Seconde Guerre mondiale par les forces combattantes belges. Il s'agit d'un poutrellage en acier de forme conique fixé sur une fondation en béton. Les barrières permettaient de barrer le passage à travers champs et étaient aussi utilisées comme verrous routiers. Il était possible à quelques hommes d'ouvrir le passage grâce à des queues de manœuvre équipée de rouleaux. Modulaires, elles pouvaient être repositionnées d'une région à l'autre en fonction des besoins de la guerre. En cas d'alerte, ces barrières étaient bloquées par une élingue d'acier courant au ras du sol d'une barrière Cointet à l'autre.
En 1940, lors de la percée de Sedan, pendant la campagne des 18 jours de l'armée belge, la barrière Cointet était l'élément principal de barricade de la ligne de défense belge KW, une ligne antichar installée entre septembre 1939 et mai 1940. Quelque 77 000 éléments furent commandés par le ministère belge de la Défense à  28 entreprises belges et 73 600 furent réellement livrés. En 1939, le prix d'un élément était de  2 800 BEF. Un grand nombre de ces barrières fut installé sur la ligne KW entre le village de Koningshooikt et la ville de Wavre pour agir en tant que principale ligne de défense contre une éventuelle invasion allemande de blindés à travers le centre de la Belgique. Ces éléments étaient renforcés par un réseau de fil de fer barbelé.
En mai 1940, en raison d'une réorganisation en cours au moment de l'invasion allemande, les éléments ne formaient pas une ligne continue et furent donc facilement contournés par les 3e et 4e PanzerDivision. Il est important de faire remarquer que la ligne KW n'avait pas été conçue comme devant être établie sous la forme d'une barrière ininterrompue du nord au sud de la Belgique. Le système Cointet était conçu pour rompre la ligne de bataille des chars ennemis. Ceux-ci seraient, croyait-on, obligés de se convertir de lignes en colonnes obligées de se faufiler dans des intervalles choisis en fonction du relief du sol et pratiqués exprès, à certains endroits, entre les barrières. C'était vouloir attirer l'ennemi dans un piège, car la conversion de ligne en colonne rend vulnérable en ce que cela peut semer le désordre, compromettant le mouvement en le ralentissant. De quoi offrir des cibles faciles à l'artillerie installée à cette fin en des endroits préparés. C'est que l'on croyait, en Belgique comme chez les Alliés, que les blindés seraient disposés en ligne, chargeant en abritant l'infanterie comme en 1918. C'est-à-dire que l'on s'attendait, lorsque le système fut planifié dans les années 1930, à des offensives lentes dont les chars progresseraient à la vitesse de l'infanterie à laquelle ils étaient chargés d'ouvrir la voie. Mais la rapidité des colonnes offensives allemandes allait rendre caduque cette conception en ne laissant pas aux Alliés le temps d'installer leurs troupes dans les postes de tirs prévus.
Pourtant les écrits de plusieurs auteurs militaires avaient prédit que la tactique des blindés serait plutôt d'attaquer en colonnes étroites manœuvrant, le plus souvent, avec rapidité, sans se soucier de leur infanterie. Dans cette perspective, l'artillerie ne pouvait plus avoir le temps de se positionner efficacement face à des ennemis qui ne manœuvraient pas comme prévu. Et, de plus, il faut ajouter que les Alliés, en sous estimant la puissance du facteur aérien, n'avaient pas compris que l'artillerie au sol serait spécialement visée par les bombardements en piqué.
Après la reddition de l'armée belge le 28 mai 1940, les barrières ont été réutilisées par les Allemands à travers l'Europe pour servir de barricades sur les routes, les ponts et les plages. Les Allemands lui ont donné le nom de C-element. C'est ainsi que le grand public les connaît grâce aux photographies des plages du débarquement de Normandie.

## Éléments subsistants
Six éléments ont été préservés, les trois premiers en Belgique, au musée royal de l'armée et de l'histoire militaire à Bruxelles, au musée du mur de l'Atlantique à Raversyde (Ostende) et depuis octobre 2018, au musée des Chasseurs Ardennais à Marche-en Famenne. Les trois autres éléments se dressent en plein air, un au musée mémorial d'Omaha Beach à Saint-Laurent-sur-Mer, un  autre au Centre historique des parachutistes du Jour J à Saint-Côme-du-Mont et le dernier au fort de Battice. En 2017, une septième barrière a été retrouvée sur les plages du débarquement, enfouie dans le sable. Elle a été restaurée et est à présent conservée dans le musée du souvenir 40-45 de Malèves (Belgique) . Une huitième de ces portes est aussi visible au musée du Mur de l'Atlantique - Batterie Todt - à Audinghen au cap Gris-Nez (France).
En janvier 2018, après les remous des tempêtes hivernales, une neuvième porte a été découverte sur la Barre d’Etel et sera restaurée.

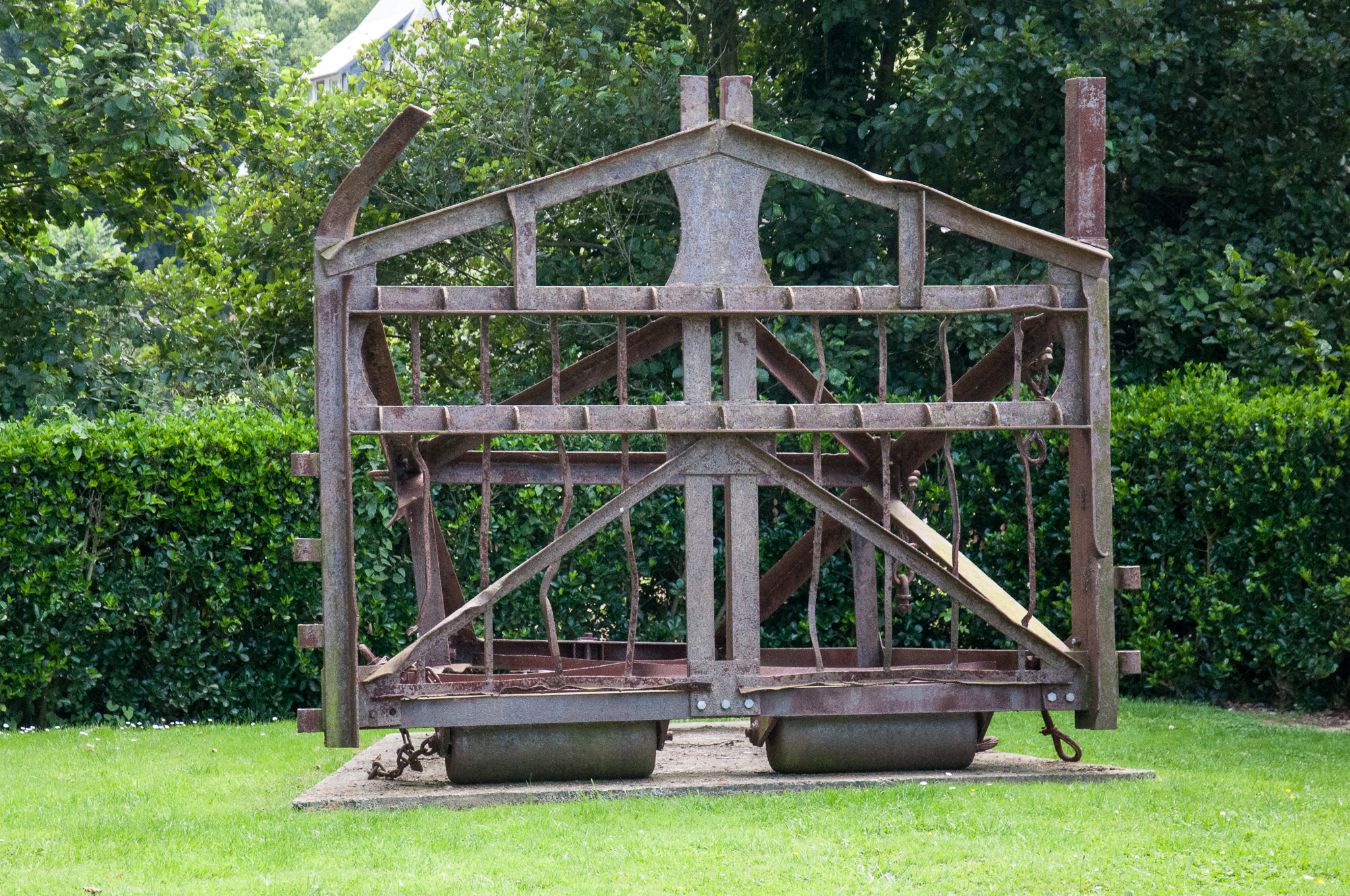
Mémorial d'Omaha.
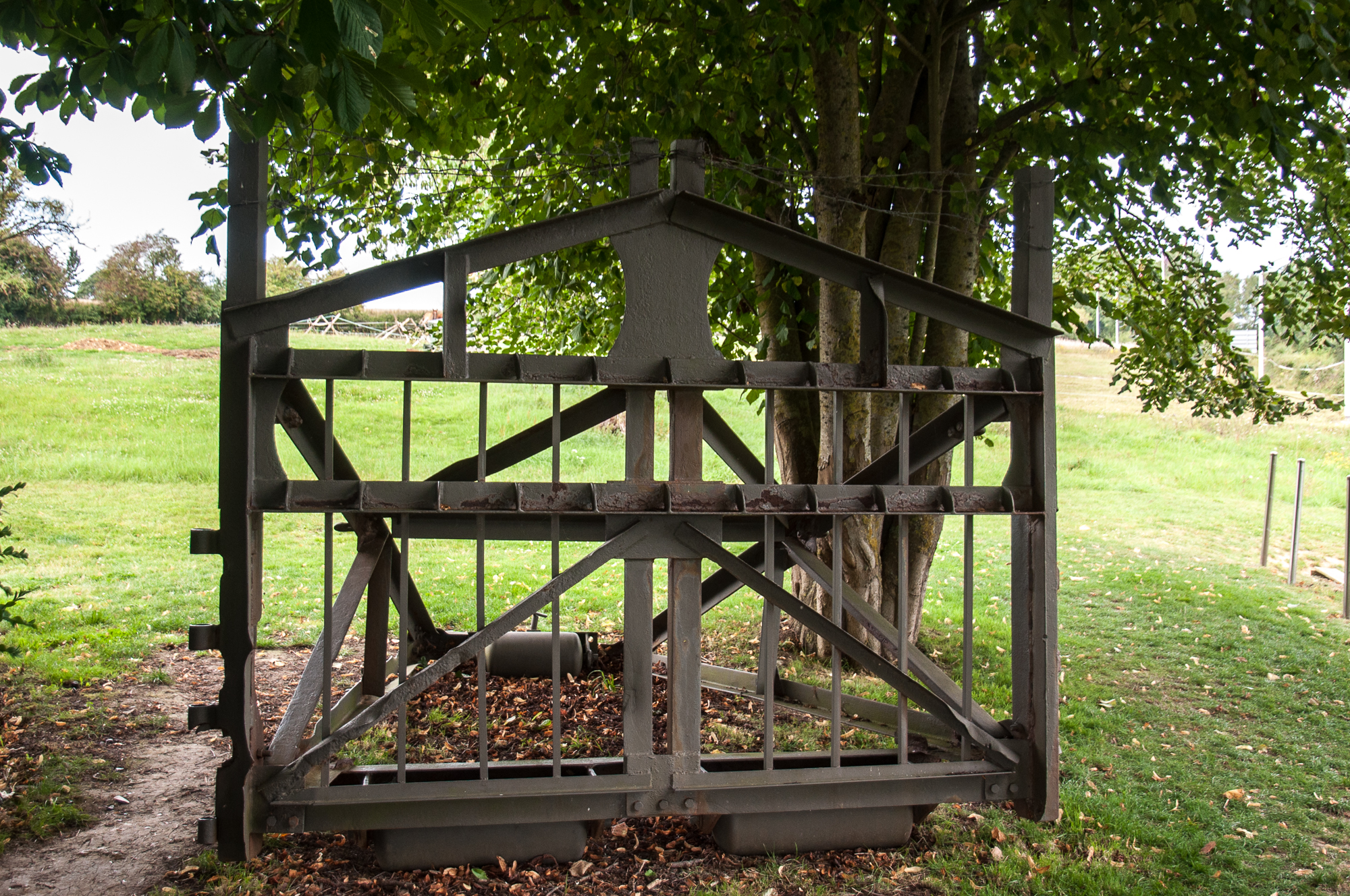
Saint-Côme-du-Mont.

## Note et référence
- (en) Cet article est partiellement ou en totalité issu de l’article de Wikipédia en anglais intitulé « Cointet-element » (voir la liste des auteurs).

1. ↑  « Retrouvée sur le mur de l'Atlantique, voici la barrière belge qui devait bloquer les chars allemands en 1940 », RTBF Info,‎ 15 juillet 2017 (lire en ligne, consulté le 15 juillet 2017)